# Tjelvars Grab
Die Schiffssetzung Tjelvars Grab (schwedisch Tjelvars grav) liegt an einer kleinen Nebenstraße etwa 1,3 km westlich des Länsvägs 146, auf der schwedischen Insel Gotland bei Tjälder, südlich von Boge.
Sie befindet sich in einem Gelände mit weiteren vor- und frühgeschichtlichen Zeugnissen, das aus zwei eisenzeitlichen Fornburgen, einem kleinen Gräberfeld und einzelnen Steinsetzungen besteht. 
Die Schiffssetzung wird ebenso wie andere Schiffssetzungen dieses Typs auf Gotland auf die jüngere Bronzezeit datiert.

## Beschreibung
Das aus schweren gedrungenen Steinen gesetzte Schiff hat eine Länge von 18 m und eine Breite von 5 m. Die Stevensteine sind gut einen Meter hoch, während die Höhe der Relingsteine zur Schiffsmitte hin abnimmt. Das Innere des Schiffes wurde durch eine Feldsteinfüllung erhöht, die gewissermaßen das Deck bildet.
Die Anlage wurde 1938 untersucht und restauriert. Im östlichen Teil des Schiffes wurde bei der Grabung ein kleiner geplünderter Sarg aus Felsplatten gefunden, der verbrannte Knochen und einige Keramikscherben enthielt.
Etwa einen Kilometer südlich, bei Åminne, befindet sich die bronzezeitliche Röse Majsterrojr. 

## Legende
Der Sage nach soll der in der Gutasaga erwähnte Tjelvar, der erste Bewohner der Insel, auf dem Tjelders Hof gewohnt haben und in der Schiffssetzung begraben sein.